# Ida Lewis
Idawalley Zorada Lewis, née le 25 février 1842, morte le 24 octobre 1911, est une gardienne de phare américaine, célèbre pour ses sauvetages en mer, qu'elle commence dès 1854, à l'âge de 12 ans.

## Biographie
Ida Lewis nait le 25 février 1842 à Newport (Rhode Island) aux États-Unis. Elle est l'aînée de quatre enfants, dont le père est le capitaine Hosea Lewis, qui fait partie de l'United States Revenue Cutter Service. Celui-ci est transféré au service des phares et nommé gardienne du phare de la petite île de Lime Rock, à Newport en 1854. Il s'y installe avec sa famille en 1857 mais au bout d'à peine quatre mois, il est victime d'un accident vasculaire cérébral qui entraîne une paralysie. Outre les tâches ménagères, Ida et sa mère s'occupent des soins du père et d'une sœur, gravement malade également. Elles assurent le bon fonctionnement de la lanterne et son approvisionnement en huile au coucher du soleil et à minuit, jusqu'à l'extinction à l'aube.
Elle fait son premier sauvetage en 1854 et vient en aide à quatre hommes dont le bateau avait chaviré : elle est âgée de 12 ans.
Lime Rock étant complètement entouré d'eau, la seule façon d'atteindre le continent est en bateau : à l'âge de 15 ans, Ida est reconnue comme étant la meilleure nageuse de Newport. Elle conduit ses frères et sœurs à l'école chaque jour de la semaine et récupère en ville les fournitures nécessaires. Elle devient très habile à manœuvrer la lourde chaloupe. Un article, paru dans Harper's Weekly, après qu'Ida ait sauvé plusieurs personnes, pose la question de savoir si le fait de ramer, pour une femme, est féminin, mais il conclut que seul un âne le considérerait comme non féminin, s'agissant de sauver des vies.

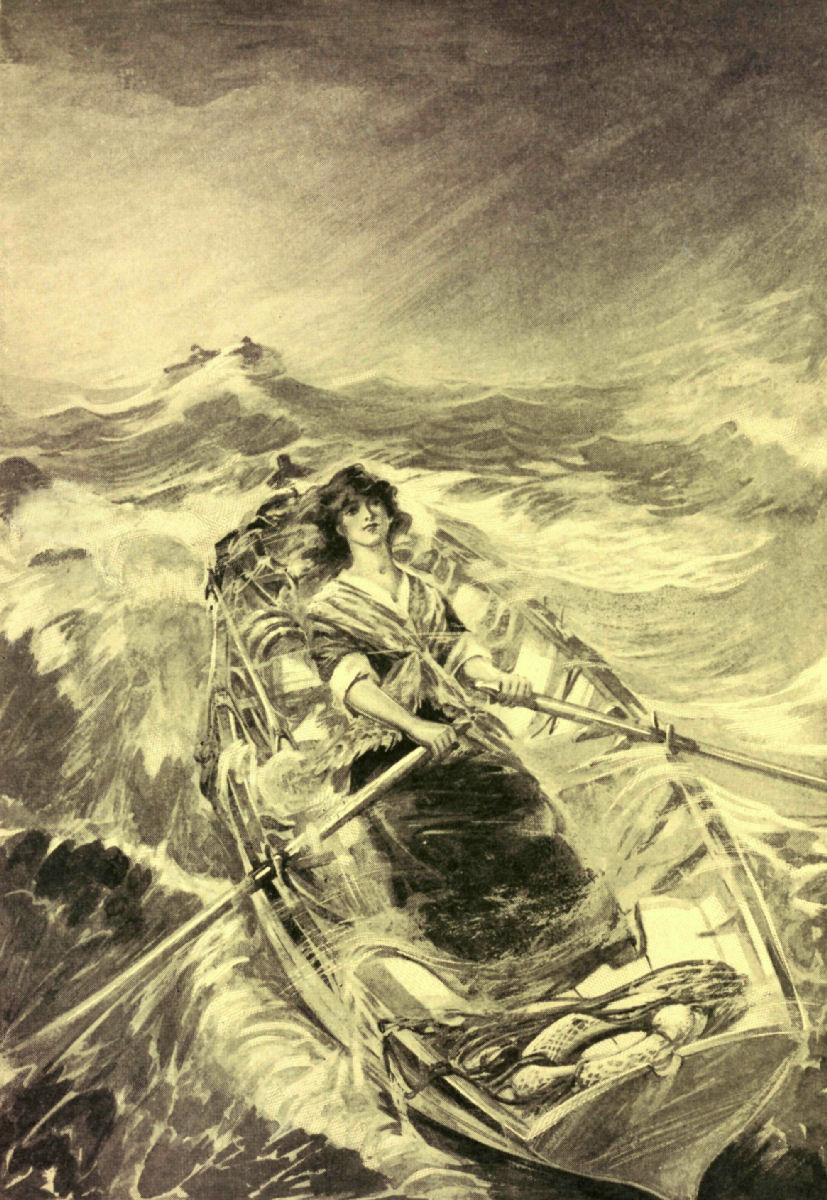
Dessin d'IDA LEWIS, lors d'un sauvetage (Ten American Girls from History 1917)

Ida et sa mère s'occupent du phare de Lime Rock de 1857 à 1873, jusqu'à ce que le père décède. La mère d'Ida est alors désignée comme gardienne du phare mais c'est Ida qui fait le travail. En 1877, la santé de sa mère décline et les responsabilités d'Ida augmentent. Sa mère meurt d'un cancer en 1877. Ida est alors désignée officiellement comme la gardienne du phare, en 1879, notamment grâce à Ambrose Burnside, un admirateur, général et héros de guerre, devenu gouverneur de Rhode Island et sénateur des États-Unis. Avec son salaire de 750 $ par an, elle est la gardienne de phare la mieux payée du pays.
Son sauvetage le plus célèbre a lieu le 29 mars 1869. Deux militaires, le sergent James Adams et le soldat John McLaughlin, sont de passage à Newport et se rendent à Fort Adams dans un petit bateau, guidés par un garçon de 14 ans qui prétendait connaître son chemin à travers la baie. Une tempête de neige agite les eaux et le bateau se retourne. Les deux soldats s'y accrochent, tandis que le garçon se perd dans l'eau glacée. La mère d'Ida voit les deux hommes dans l'eau et appelle Ida, qui souffrait d'un rhume. Ida court à son bateau sans prendre le temps de mettre un manteau ou des chaussures. Avec l'aide de son frère cadet, elle arrive à transporter les deux hommes dans son bateau et les ramener au phare. L'un des deux hommes lui donne, plus tard, une montre en or et pour son héroïsme, elle devient la première femme à recevoir une médaille d'or du Congrès pour ce sauvetage. Les soldats de Fort Adams montrent leur reconnaissance en recueillant 218 $ pour Ida.

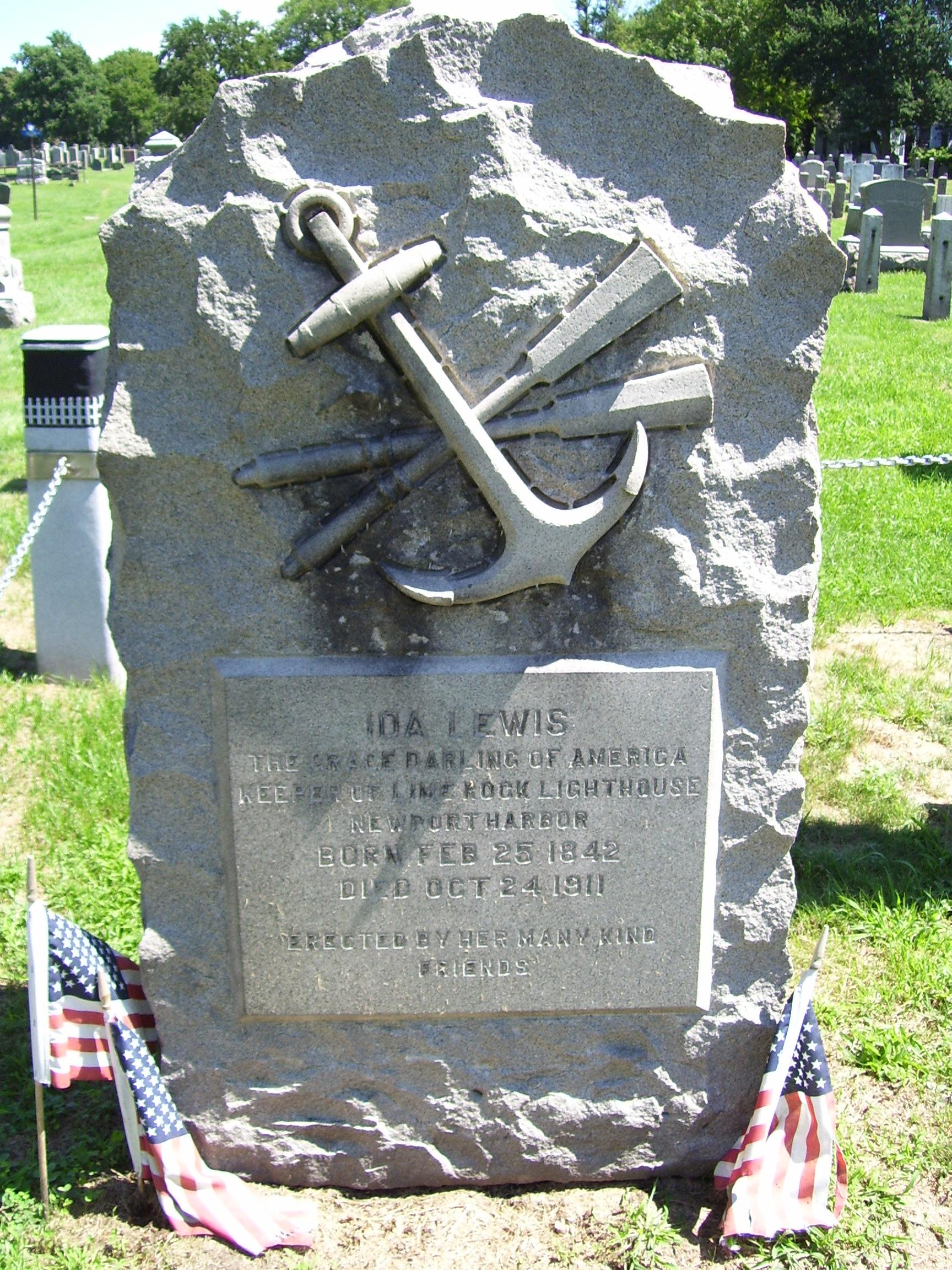
Pierre tombale d'Ida Lewis

En raison de ses nombreux sauvetages, Ida Lewis devient la gardienne de phare la plus connue de son époque. Durant ses 54 ans à Lime Rock, elle a sauvé 18 personnes, bien que des rapports non officiels indiquent que le nombre s’élèverait à 36. Elle n'a gardé aucune trace de ses exploits. La renommée d'Ida se propage rapidement, après le sauvetage de 1869, au point qu'un journaliste du New-York Tribune est envoyé sur place. L'association des sauveteurs bénévoles de New York, lui envoient une médaille d'argent. Un défilé a lieu en son honneur à New Port, le Jour de l'Indépendance, suivi de la présentation d'une élégante chaloupe en acajou, avec des coussins en velours rouge. Lorsqu'elle est âgée de 64 ans, elle devient bénéficiaire à vie du fonds Carnegie pour les héros (en), recevant une pension mensuelle de 30 $.

## Héritage
En 1924, le phare de Rhode Island est officiellement baptisé phare d'Ida Lewis : il s'agit du seul phare des États-Unis à rendre honneur à un gardien. Actuellement, il est le siège du Yacht Club Ida Lewis.
En 1995, la United States Coast Guard, baptise son premier baliseur Ida Lewis : l'USCGC Ida Lewis (WLM-551). Il est le navire principal de la classe Keeper cutter (en) et a pour port d'attache Newport (Rhode Island).
La chanson Lighthouse Keeper de Neptune's Car est inspirée des vies d'Ida Lewis et de deux autres gardiennes de phare, Abbie Burgess (en) et Katherine Walker.